# Simulium wambanum
Simulium wambanum es una especie de insecto del género Simulium, familia Simuliidae, orden Diptera.

## Distribución
Se distribuye por el Congo.

## Taxonomía
Fue descrita científicamente por Elsen, Fain & de Boeck, 1983.